# Emanuel Kulczycki
Emanuel Kulczycki (ur. 21 kwietnia 1983) – polski filozof, doktor habilitowany nauk humanistycznych, specjalizuje się m.in. w filozofii kultury, komunikacji społecznej oraz w polityce i ocenie badań naukowych. Profesor nadzwyczajny na Wydziale Filozoficznym Uniwersytetu im. Adama Mickiewicza w Poznaniu, kierownik Pracowni Komunikacji Naukowej oraz kierownik Szkoły Doktorskiej Szkoły Nauk Humanistycznych.

## Życiorys
Studia z filozofii (specjalność: komunikacja społeczna) ukończył na Uniwersytecie im. Adama Mickiewicza w 2007. Stopień doktorski uzyskał na UAM w 2011 na podstawie rozprawy pt. Komunikacja jako dyscyplina praktyczna, przygotowanej pod kierunkiem Bolesława Andrzejewskiego. Po doktoracie został zatrudniony jako adiunkt w Zakładzie Teorii i Filozofii Komunikacji macierzystego Instytutu Filozofii. Habilitował się w 2016 na podstawie oceny dorobku naukowego i pracy pt. Dwa aspekty komunikacji. Założenia komunikologii historycznej. W 2020 Prezydium Rady Doskonałości Naukowej podjęło decyzję o odmowie wystąpienia do Prezydenta RP o nadanie mu tytułu profesora. W ramach Instytutu Filozofii UAM kieruje zespołem badawczym Scholarly Communication Research Group. 
Członek IV kadencji (2013–2015) i przewodniczący V kadencji (2015–2017) Rady Młodych Naukowców (organu doradczego Ministra Nauki i Szkolnictwa Wyższego), przewodniczący ministerialnego zespołu ds. oceny czasopism naukowych (2017–2018), członek Komitetu Ewaluacji Jednostek Naukowych (2016–2019), Komisji Ewaluacji Nauki (od 2019) i Komisji ds. Akredytacji i Rankingów KRASP, Krajowej Rady Bibliotecznej przy MKiDN (2014–2019). Ponadto członek Komitetu Nauk Filozoficznych PAN (od 2013), Komitetu Nauk o Komunikacji Społecznej i Mediach PAN (od 2021) oraz Komitetu Naukoznawstwa PAN (od 2019). Były członek Rady Narodowego Programu Rozwoju Humanistyki przy MNiSW (2014–2016). Od 2019 przewodniczący europejskiej sieci badaczy ewaluacji nauki European Network for Research Evaluation in the Social Sciences and the Humanities.
W 2016 r. otrzymał stypendium Ministra Nauki i Szkolnictwa Wyższego dla wybitnych młodych naukowców. W 2018 uzyskał nagrodę naukową Prezesa PAN za serię artykułów naukowych poświęconych naukometrii, opublikowanych w uznanych czasopismach międzynarodowych. 
Mówca i uczestnik wielu debat o tematyce akademickiej w Polsce.

## Publikacje
W dorobku publikacyjnym E. Kulczyckiego znajdują się:
Artykuły (wybór)
- Korytkowski, P., Kulczycki, E. (2019). Examining how country-level science policy shapes publication patterns: the case of Poland. „Scientometrics”[18]
- Kulczycki, E. (2019). Field patterns of scientometric indicators use for presenting research portfolio for assessment. „Research Evaluation”[19]
- Kulczycki, E., Rozkosz, E.A., Drabek, A. (2019). Internationalization of Polish Journals in the Social Sciences and Humanities: Transformative Role of The Research Evaluation System. „Canadian Journal of Sociology”[20]
- Kulczycki, E., Rozkosz, E. A., Engels, T. C. E., Guns, R., Hołowiecki, M. (2019). How to identify peer-reviewed publications: Open-identity labels in scholarly book publishing. „PLoS ONE”[21]
- Kulczycki, E., Korytkowski, P. (2018). Redesigning the Model of Book Evaluation in the Polish Performance-based Research Funding System. „Journal of Data and Information Science”[22]
- Kulczycki, E. (2018). The diversity of monographs: Changing landscape of book evaluation in Poland. „Aslib Journal of Information Management”[23]

- Kulczycki, E., Engels, T. C. E., Pölönen, J., Bruun, K., Dušková, M., Guns, R., Nowotniak, R., et al. (2018). Publication patterns in the social sciences and humanities: evidence from eight European countries. „Scientometrics”[24]
- Kulczycki, E., Rozkosz, E.A. (2017). Does an expert-based evaluation allow us to go beyond the Impact Factor? Experiences from building a ranking of national journals in Poland. „Scientometrics”[25]
- Kulczycki, E., Korzeń, M., Korytkowski, P. (2017). Toward an excellence-based research funding system: Evidence from Poland. „Journal of Informetrics”[26]
- Kulczycki, E. (2017) Assessing publications through a bibliometric indicator: The case of comprehensive evaluation of scientific units in Poland. „Research Evaluation”[27]
- Sorokowski, P., Kulczycki, E., Sorokowska, A., Pisanski, K. (2017). Predatory journals recruit fake editor. „Nature”[28]